# Arthur Häggblad
Arthur Häggblad   (Nordmaling, 14 d'agost de 1908 - Estocolm, 16 de juny de 1989) va ser un esquiador de fons suec que va competir durant les dècades de 1930 i 1940.
El 1936 va prendre part en els Jocs Olímpics de Garmisch-Partenkirchen, on disputà dues proves del programa d'esquí de fons. Guanyà la medalla de bronze en la competició dels relleus 4x10 quilòmetres, formant equip amb John Berger, Erik August Larsson i Martin Matsbo, mentre en la prova dels 18 quilòmetres fou vuitè.
En el seu palmarès també destaca una medalla de bronze al Campionat del Món d'esquí nòrdic de 1934.